# Pyrenocollema argilospilum
Pyrenocollema argilospilum är en lavart som först beskrevs av William Nylander och fick sitt nu gällande namn av Brian John Coppins. 
Pyrenocollema argilospilum ingår i släktet Pyrenocollema och familjen Xanthopyreniaceae. Inga underarter finns listade i Catalogue of Life.